# Philip Charles Durham
Pour les articles homonymes, voir Durham.
Philip Charles Calderwood Henderson Durham, né le 29 juillet 1763 dans le Fife et mort le 2 avril 1845 à Naples, est un amiral de la Royal Navy et député du Parlement du Royaume-Uni.
Il participe à la guerre d'indépendance des États-Unis, aux guerres de la Révolution française et aux guerres napoléoniennes.